# Вейксельмюнде
Вейксельмюнде (нем. Weichselmünde, пол. Twierdza Wisłoujście) — историческая крепость в Гданьске, в устье Вислы, входившая в состав фортификационных сооружений города и отличавшаяся мощностью укреплений. Памятник архитектуры.
В конструкции крепости заметно большое количество применённых технологий строительства и материалов, а её постройки выполнены в нескольких архитектурных стилях разных периодов, начиная с готического — это связано с тем, что крепость неоднократно достраивалась и восстанавливалась после разрушения. Фундамент крепости базируется на находящихся под водой массивных деревянных ящиках, наполненных камнями и т. п., на которые был насыпан толстый слой щебня. Старейшая часть крепости сохранилась со времён средневековья. В центре крепости находится круглая башня, до 1758 года служившая маяком, окружённая кирпичным кольцом, к которому примыкают офицерские дома. Окружающий их форт в плане имеет квадратную форму и снабжён четырьмя бастионами по углам. Внешние укрепления включают пять бастионов и два вала, из которых до нашего времени сохранилось лишь один.
Ныне крепость Вейксельмюнде является не только ценным памятником архитектуры, но и ключевым местом зимовки летучих мышей, одним из крупнейших в Польше — где зимуют в том числе представители очень редких видов.